# Drosophila bifasciata
Drosophila bifasciata är en tvåvingeart som beskrevs av Pomini 1940. Drosophila bifasciata ingår i släktet Drosophila och familjen daggflugor.
Artens utbredningsområde är Europa. Arten är reproducerande i Sverige.